# Statecznik (lotnictwo)

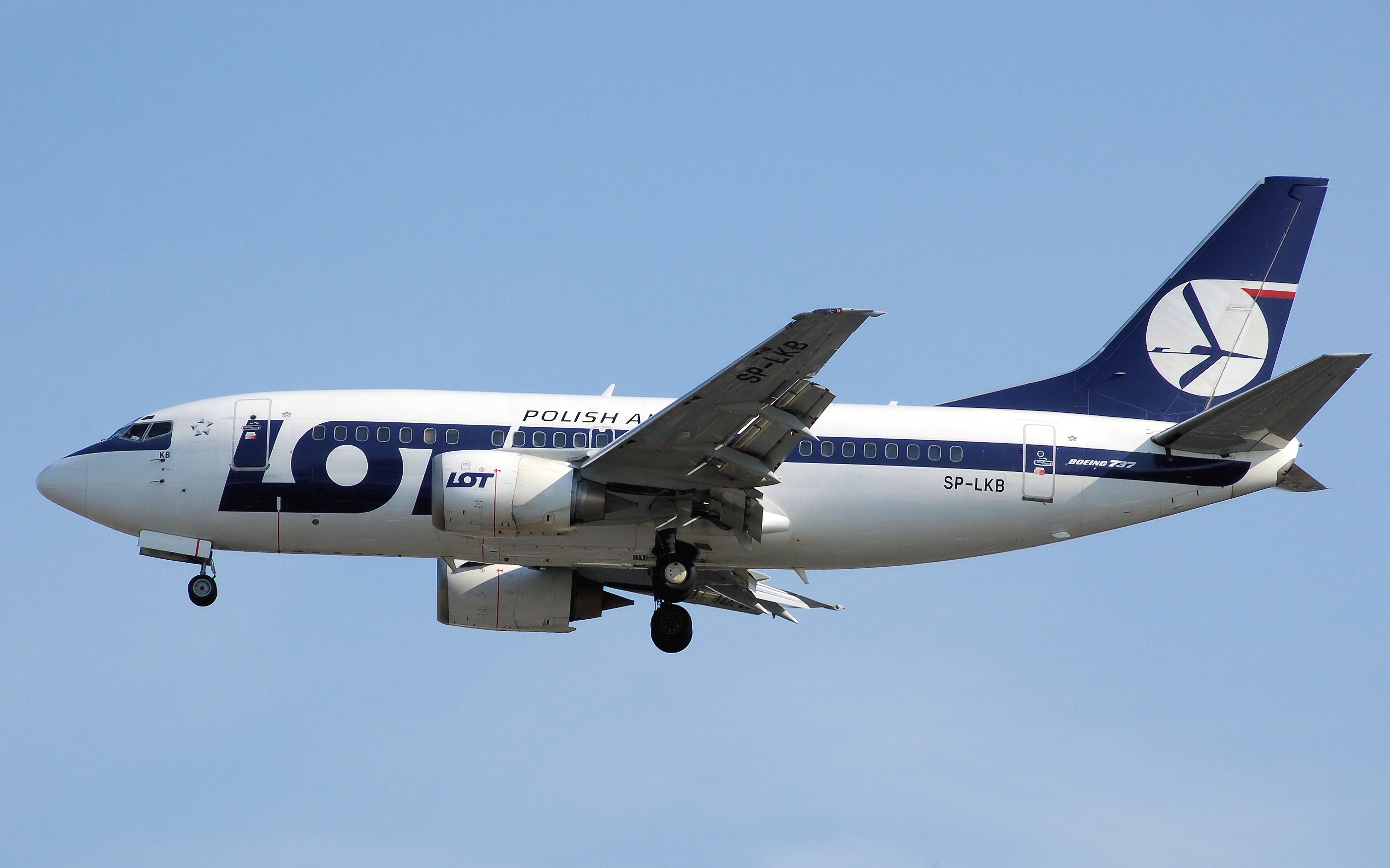
Pojedynczy statecznik pionowy samolotu Boeing 737-500

Statecznik (brzechwa) – nieruchoma lub nastawna część usterzenia samolotu, rakiety lub pocisku rakietowego. Wyróżnia się stateczniki poziome i pionowe. Wykorzystywane do stabilizowania lotu. Konstrukcja statecznika zbliżona jest do konstrukcji skrzydła.

## W aerodynach

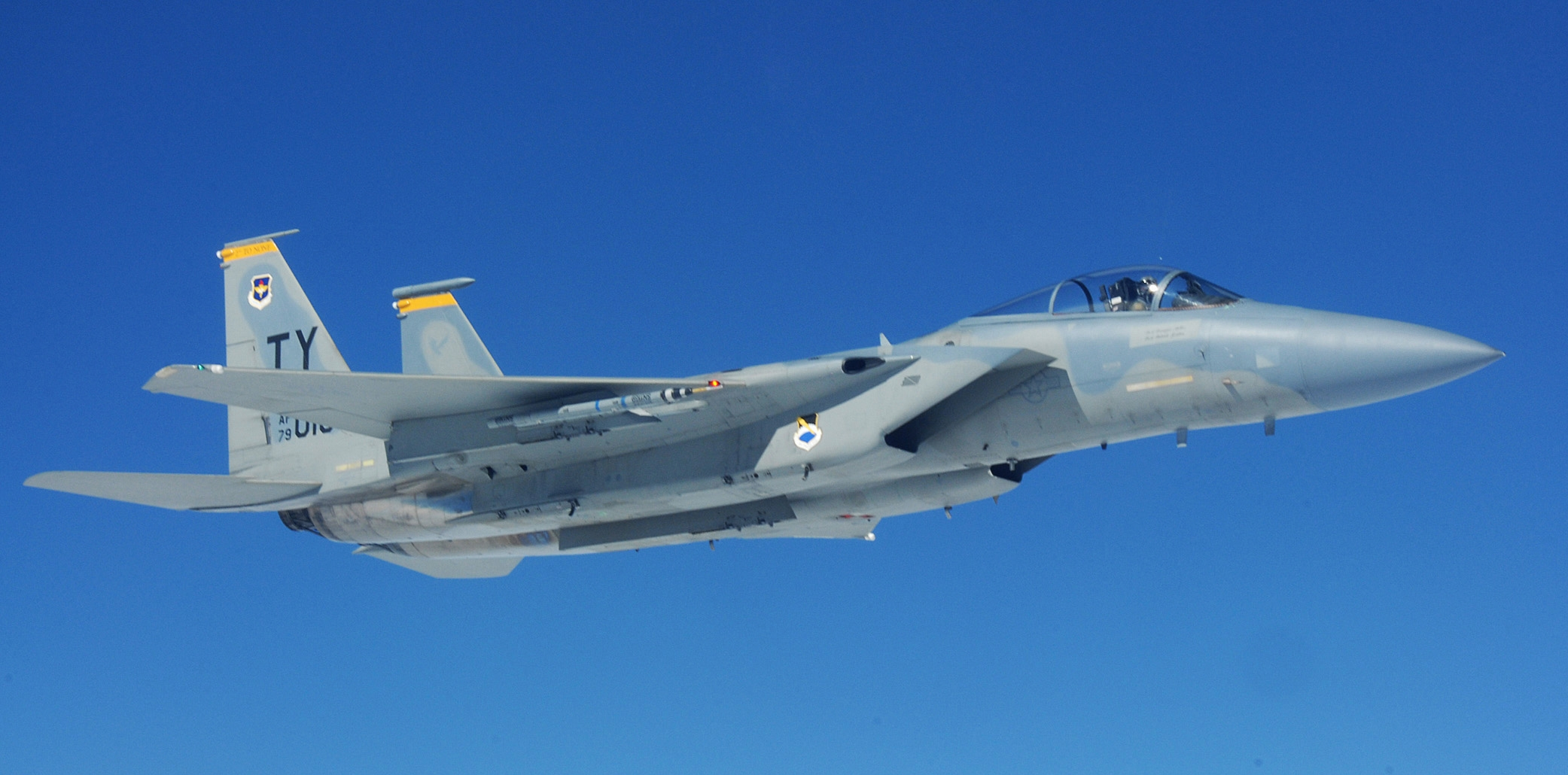
Podwójny statecznik pionowy w samolocie F-15

Za pomocą sterów w stateczniku pionowym pilot może korygować kierunek lotu w prawo lub lewo.
Statecznik poziomy odpowiada za stabilność lotu w poziomie (równolegle do powierzchni ziemi). Za pomocą sterów w stateczniku poziomym możliwe jest korygowanie pochylenia lotu w górę lub w dół.
Wyróżnia się różne rodzaje stateczników pionowych, najczęściej spotykaną konfiguracją jest statecznik pojedynczy, w niektórych samolotach wojskowych pojawiają się również stateczniki podwójne. Inne konfiguracje stateczników są spotykane dość rzadko np. usterzenie motylkowe, gdzie na ogonie samolotu występują tylko dwa stateczniki ustawione względem siebie na wzór litery "V" pełnią jednocześnie role stateczników pionowych i poziomych.

## W broni

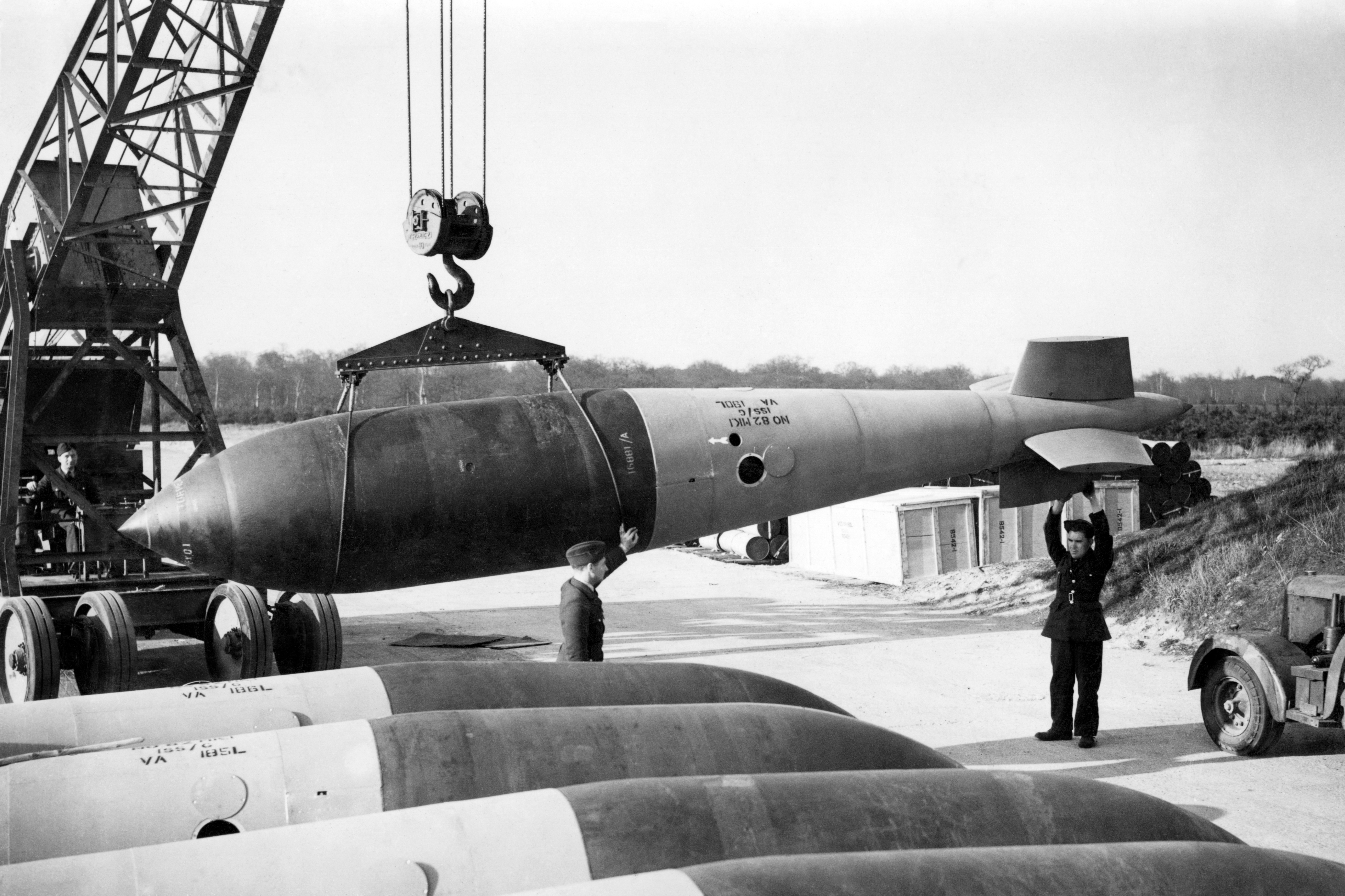
Bomba Grand Slam z widocznymi statecznikami

Zwykle element tylnej części bomb lotniczych lub pocisków rakietowych, stabilizujące kierunek ich lotu.
W strzałach i bełtach rolę brzechw spełniają lotki lub pierzysko.